# 江崎邦助
江崎邦助（えざき くにすけ、文久元年（1861年） - 1886年（明治19年）6月23日）は、明治時代の警察官である。

## 生涯

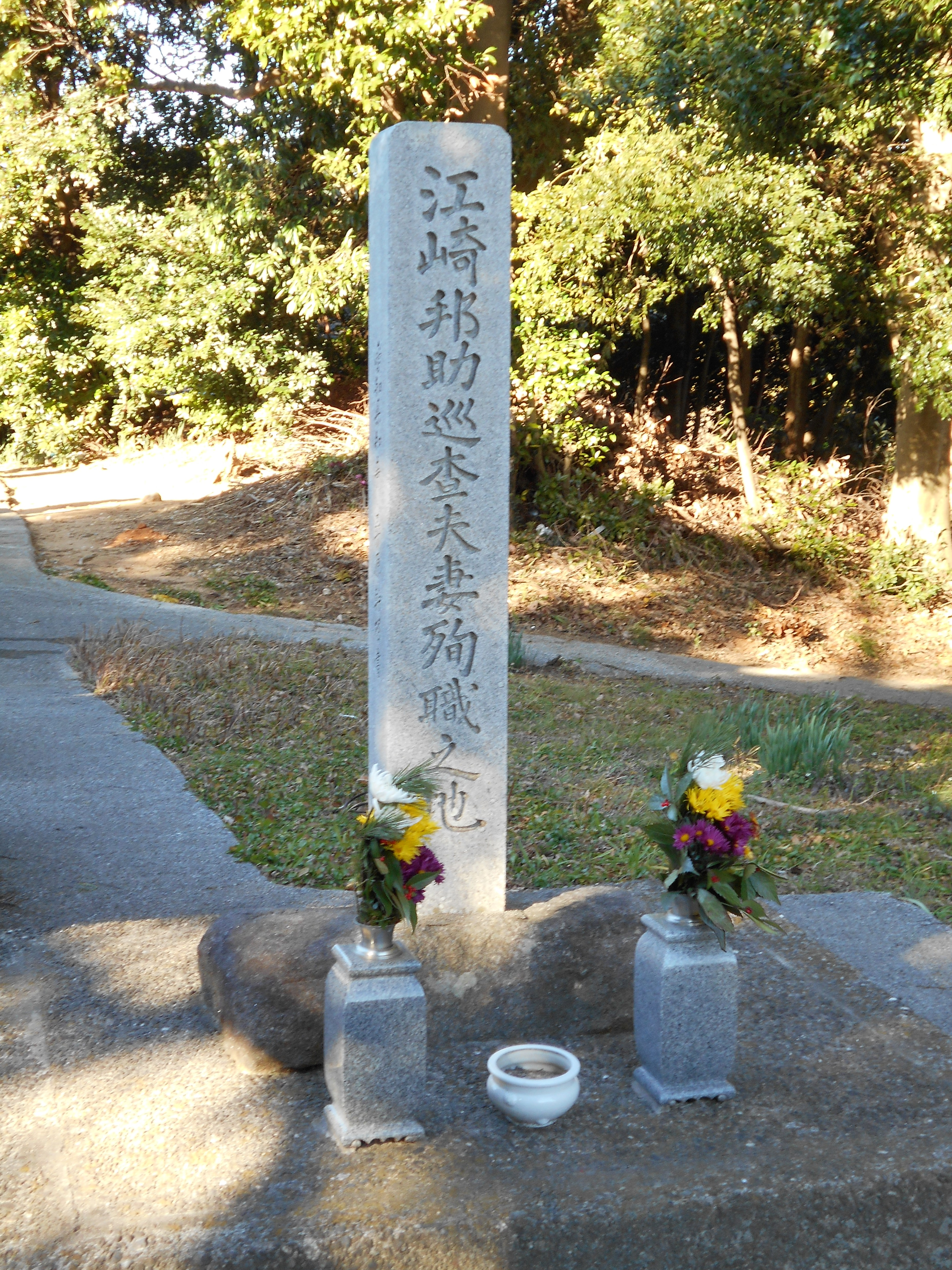
「江崎邦助巡査夫妻殉職之地」碑（田原市加治町、2018年1月）

1861年（文久元年）に、志摩国答志郡鳥羽村（現・三重県鳥羽市）で江崎又右衛門の子として生まれる。
明治16年（1883年）4月、愛知県警察に採用される。同19年（1886年）に、上司の紹介で平岩じうと結婚。それから間もなく、豊橋警察署田原分署（現・田原警察署）への勤務を命じられる。この頃、大阪から流行したコレラが、6月に入ると愛知県に広がり、多くの患者を出していた。邦助の新任地である渥美郡も、いつ感染が広がってもおかしくなかった。
6月15日、邦助は分署長の命で管内を巡察していた折、堀切村（現・田原市堀切町）でコレラの疑いがある患者がいるとの情報を聞きつけ、医師を伴って現地に向かった。診断の結果、患者が真性コレラと判明し、速やかに患者の隔離や近隣の消毒に取り掛かる必要があった。しかし、伝染病に対する無知・無理解や恐怖心、「警察は、コレラ患者を生きたまま棺桶に入れて焼き殺す」「コレラと疑わしい者は毒殺される」「患者に処方された薬をカエルに与えたら、死んだ」などといった流言飛語から、患者とその親族・村人は激しく抵抗し、投石や竹槍で邦助たちを威嚇した。邦助は、権力を振りかざすことも法を強制することもせず説得に精魂を傾け、ようやく村人の理解を得る事ができた。そして医師とともに、患者の隔離や住民の健康診断、村人のみならず通行人に至るまでの徹底した消毒作業など、衛生対策に努めた。
対策に目途がつくと、邦助は詳細を署に報告するため、6月22日に堀切村を出発した。しかし午前11時頃、若見村（現・田原市若見町）に差し掛かったところで吐き気と激しいのどの渇きに見舞われ、歩行も困難になる。人力車を呼んで田原へと急いだが、加治村（現・田原市加治町）まで着いた頃には、人力車に乗っていることもままならなくなった。

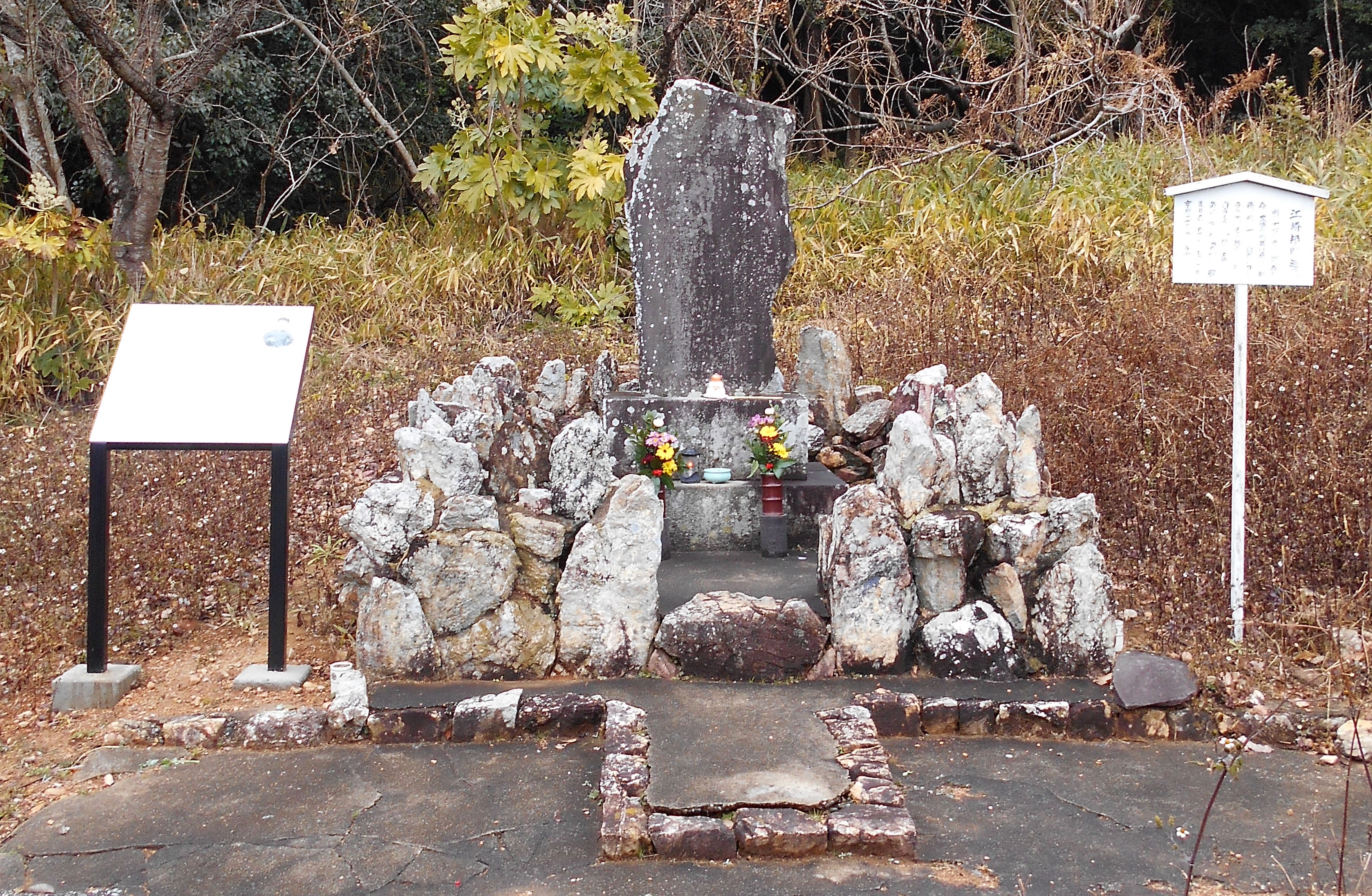
蔵王霊園にある江崎邦助・じう夫妻の墓（田原市田原町、2017年12月）

人力車を降りた邦助は、車夫に署や役場への連絡を依頼すると近くの松林に身を置いた。やがて役場の職員や署の同僚、妻・じうが現場に到着したが、コレラの感染を確信した邦助は『私に近づくと、コレラに感染する。』と近寄らせなかった。医師の診断で真性コレラであることが確定し、田原へ移送して治療する旨が伝えられるが『もう自分の助かる見込みはない。いま田原の市街地に入れば、コレラを大勢の人に感染させる恐れがある。また、コレラへの恐怖心から無用の混乱を起こしてしまう。』と受け入れず、同僚に防疫業務の復命を依頼した。
やむなく近くに掘立小屋が建てられ、邦助が運び入れられると、じうは人々を説得し帰らせた。邦助は彼女の看病を受けるも、翌23日午後2時に25歳の生涯を閉じた。じうも看病のなかでコレラに感染し同月25日に発症、翌26日午後5時に邦助を追うように19歳の生涯を閉じた。
7月24日、蔵王山麓で江崎夫妻の葬儀が神式で営まれた。三宅康寧が斎主を務め、警察官や多くの住民が参列している。二人の墓は、蔵王山麓の蔵王霊園（田原市田原町）にある。

## 顕彰
邦助の功績は、その後も地元の多くの人たちに語り継がれている。
邦助とじうが病に倒れた小屋のあった加治町稲場地区には、「江崎邦助巡査夫妻殉職之地」の碑が建てられた。命日の6月23日には、墓（前述）とともに田原警察署の署長や幹部が慰霊のため訪れている。また地元では、5年ごとに追悼法要が営まれている。
稲場地区を校区に含む田原市立衣笠小学校では、毎年11月の学芸会で6年生が江崎巡査物語を演じている。